# 菩提寺 (三田市)
菩提寺 （ぼだいじ）は、兵庫県三田市尼寺にある真言宗花山院派の本山の寺院。山号は東光山。本尊は薬師瑠璃光如来。別称は花山院（かざんいん）で、通常は花山院菩提寺と呼ばれる。西国三十三所番外札所。
本尊真言：おん ころころ せんだり まとうぎ そわか
ご詠歌：有馬富士ふもとの霧は海に似て 波かときけば小野の松風

## 歴史
当寺は、三田市中心部から北方へ約6キロメートルの東光山（標高約421.3メートル）の南側の標高395メートル辺りに位置する。
開山とされる法道仙人は、天竺から紫雲に乗って飛来したとされる伝説的な人物である。法道仙人開基伝承をもつ寺院は兵庫県東部地域に集中しており、「インドから紫雲に乗って飛来」云々の真偽は別としても、こうした伝承の元になり地域の信仰の中心となった人物が実在した可能性は否定できない。
正暦3年（992年）頃に花山法皇が自ら復興した西国三十三所観音霊場を巡礼して播磨清水寺に登った際、東方の山上が光り輝くのを見てその地を訪ねた、それが当地である。以来法皇は当寺を隠棲の地とし、晩年に帰京するまでの約14年間をここで過ごしたとされる。これに因んで元は紫雲山観音寺の名であった当寺は、その山号を東光山とするようになったという。その後、源頼光の寄進によって堂塔伽藍が整えられた。
当寺を含む麓の集落は尼寺（にんじ）と呼ばれるが、これは法皇付きの女官11名が法皇寵愛の弘徽殿の女御藤原忯子の位牌を奉じて訪ねて来たものの、女人禁制ゆえに登山を許されなかったため、尼となって麓に住み着いたことに因む。集落内には十二尼妃の墓と伝わる大小12基の墓（中央の大きい墓が弘徽殿の女御のものとされる）が存在し、法皇を慕って弾いたと云われる琴弾坂があり石碑が立っている。
11世紀には多田荘を本拠とした多田源氏が帰依し、山内に堂塔が立ち並んで勢威を示したが後に雷火で焼失した。現在は山内から出土する礎石群が当時を偲ばせる。

## 境内

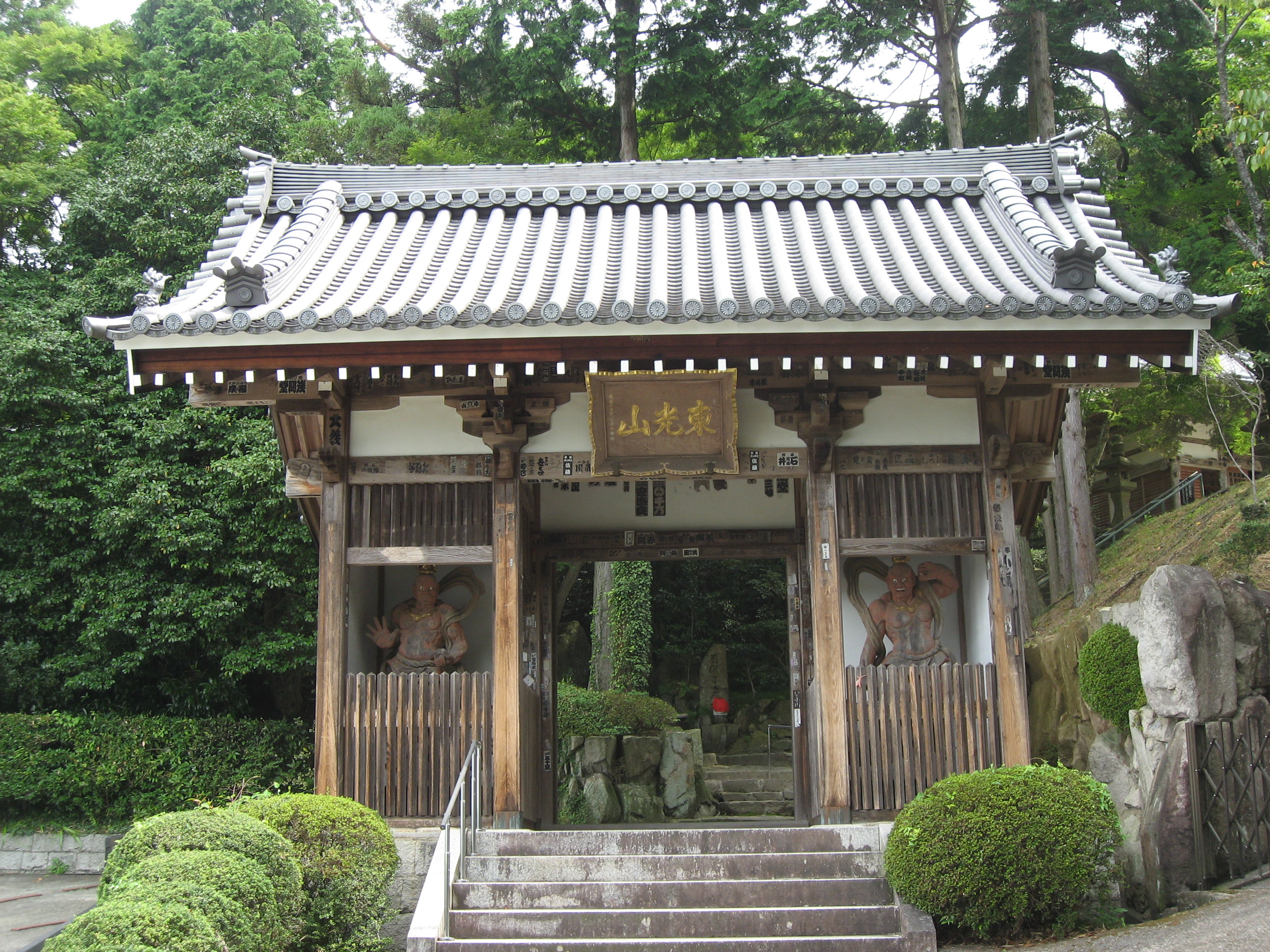
山門

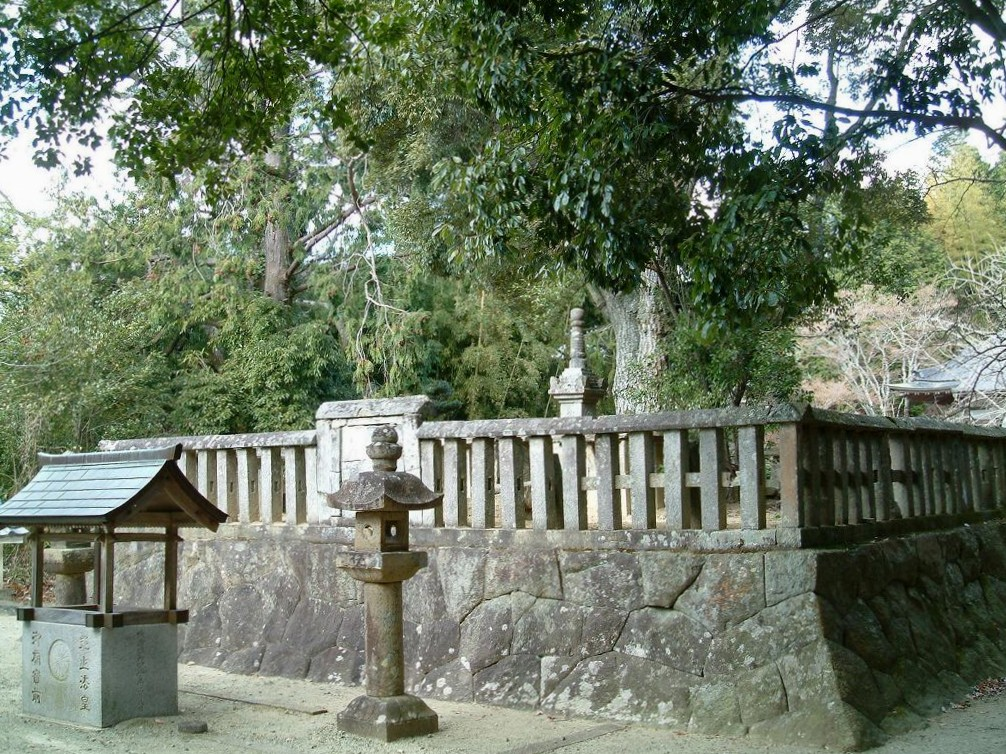
花山法皇御廟所

- 花山法皇殿（本堂） - 中央に本尊・十一面観音立像、向かって右に花山法皇坐像、左に弘法大師坐像を祀る。
- 薬師堂 - もう一つの本堂で西国薬師四十九霊場第21番札所。本尊・薬師瑠璃光如来坐像、両脇に日光・月光菩薩立像、さらにその両脇に十二神将を祀り、御前に護摩壇を設ける。
- 幸福の七地蔵 - 7体のブロンズ製の地蔵尊立像が並ぶ。
- 花山法皇御廟 - 中央に花山法皇の墓である宝篋印塔がある。

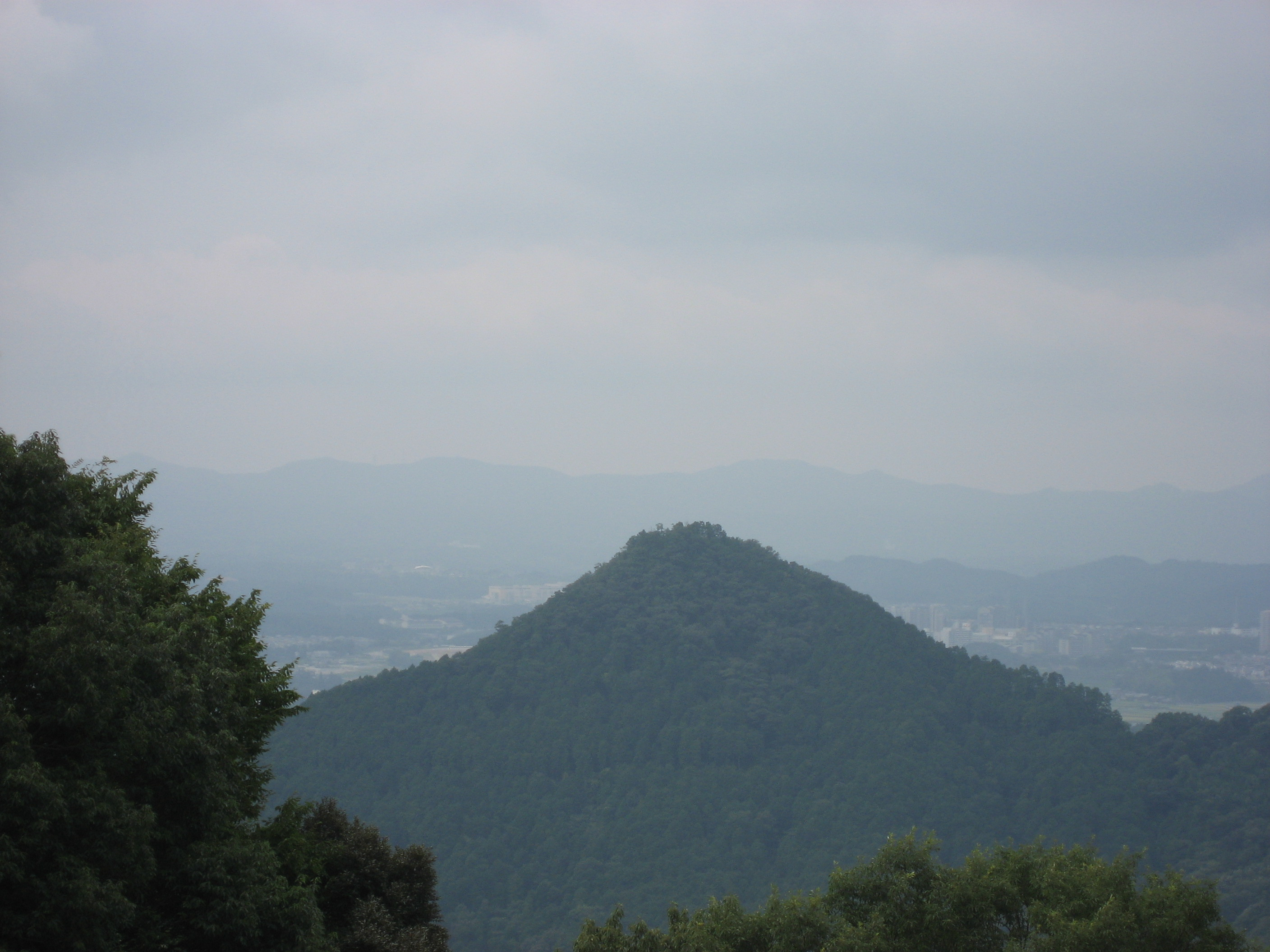
有馬富士を望む
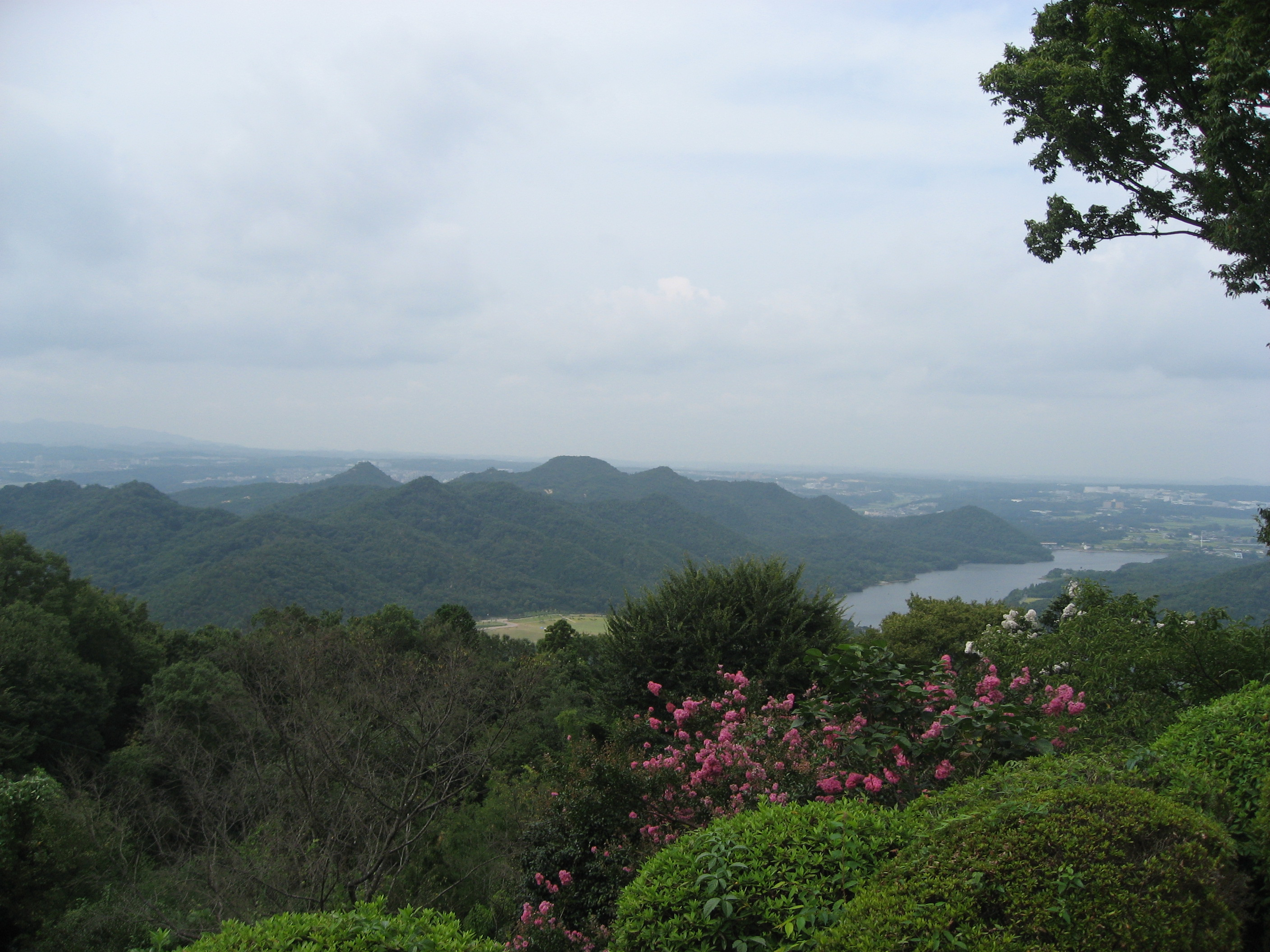
千丈寺湖を望む

- 本坊
  - 庫裏
  - 不動堂
  - 写経道場
  - 荒神堂
  - 展望所 - 不動堂の前にある。
  - 鐘楼
  - 本坊表門
- 山門（仁王門）

- 有馬富士を望む
- 千丈寺湖を望む

## 年中行事
- 元旦 修正会
- 2月3日 節分会
- 5月8日 花祭り（仏生会）
- 8月15日 盆施餓鬼会
- 12月31日 除夜の鐘

## 前後の札所
西国三十三所
24 中山寺　-　番外 花山院菩提寺　-　25 播州清水寺
西国薬師四十九霊場
20 東光寺　-　21 花山院菩提寺　-　22 鶴林寺

## 所在地
- 兵庫県三田市尼寺352

## アクセス
- JR福知山線（JR宝塚線）・神戸電鉄三田線 三田駅より神姫バス花山院バス停下車徒歩約30分。
- 中国自動車道神戸三田IC車約20分（駐車場 小型：500円、中型1,000円、大型バス（山麓）：2,000円）。